# کتلین کوادروس
کتلین کوادروس (پرتغالی: Ketleyn Quadros؛ زادهٔ ۱ اکتبر ۱۹۸۷)  جودوکار اهل برزیل است.